# Konstanty Manowarda
Konstanty Manowarda de Jana (ur. 12 czerwca 1888 we Lwowie, zm. 1950 w Middlesex) – major artylerii Wojska Polskiego.

## Życiorys
Urodził się 12 czerwca 1888 we Lwowie. Służył w c. i k. armii. W styczniu 1909 jako rezerwowy podoficer został mianowany rezerwowym kadetem w pułku armat polowych nr 32. Na stopień kapitana został mianowany ze starszeństwem z 1 listopada 1917 w korpusie oficerów artylerii. Jego oddziałem macierzystym był pułk artylerii polowej nr 130.
Po zakończeniu I wojny światowej i odzyskaniu przez Polskę niepodległości dekretem Naczelnego Wodza Wojsk Polskich z 18 marca 1919 został przyjęty do Wojska Polskiego jako oficer byłej armii austro-węgierskiej z zatwierdzeniem stopnia kapitana ze starszeństwem z dniem 1 listopada 1917 oraz otrzymał przydział do Dowództwa Artylerii WP z dnia 1 listopada 1918. Został awansowany do stopnia do stopnia majora artylerii ze starszeństwem z dniem 1 czerwca 1919. W latach 20. był przydzielony do 21 pułku artylerii polowej w Krakowie, w którym w 1923 był komendantem kadry baterii zapasowej. 15 sierpnia 1924 został przesunięty na stanowisko dowódcy I dywizjonu. W styczniu 1927 został przesunięty ze stanowiska dowódcy I dywizjonu w Białej-Bielsku na stanowisko dowódcy III dywizjonu w Oświęcimiu. W 1928, pozostając z przydziałem do macierzystego pułku, służył w Dowództwie Okręgu Korpusu Nr X w Przemyślu. W 1934 jako major artylerii przeniesiony w stan spoczynku był przydzielony do Oficerskiej Kadry Okręgowej nr X jako oficer przewidziany do użycia w czasie wojny i pozostawał wówczas w ewidencji Powiatowej Komendy Uzupełnień Przemyśl.
Zmarł w 1950 w Middlesex.

## Ordery i odznaczenia
- Signum Laudis Brązowy Medal Zasługi Wojskowej z mieczami na wstążce Krzyża Zasługi Wojskowej[17]
- Krzyż Wojskowy Karola[17]
- Krzyż Pamiątkowy Mobilizacji 1912–1913[17]